# The Returned (serie de televisión de 2015)
The Returned es una serie dramática sobrenatural estadounidense desarrollada por Carlton Cuse como una adaptación de la serie francesa de 2012 Les Revenants, la cual fue retransmitida internacionalmente como The Returned. La serie estadounidense sigue a los habitantes de una pequeña ciudad cuyas vidas son interrumpidas cuando personas que han sido declaradas como muertas desde hace muchos años empiezan a reaparecer.
La serie fue estrenada el 9 de marzo de 2015 pero fue cancelada tras una temporada, el 15 de junio de 2015.

## Reparto

### Principales
- Mary Elizabeth Winstead como Rowan Blackshaw: actualmente la prometida de Tommy y la madre de Chloe; anteriormente, la prometida de Simon.[3]
- Kevin Alejandro como Tommy Solano: el sheriff de la ciudad, y el prometido de Rowan.[4]
- Agnes Bruckner como Nikki Banks: la sustituta del jefe con una conexión con Julie.[5]
- India Ennenga como Camille Winship: la hija de Jack y Claire, y la hermana de gemela de Lena.[6]
- Sandrine Holt como Julie Han: una doctora que se responsabiliza de "Victor".[7]
- Dylan Kingwell como Henry "Victor": un tranquilo niño de ocho años quien es cuidado por Julie, seguro, enigmático, con una expresión que parece estar dolorido y pensativo. Piensa que Julie es como un hada;  fue asesinado hace 29 años por uno de los dos intrusos que también mató al resto de su familia.
- Sophie Lowe como Lena Winship: la hija de Jack y Claire, y la hermana gemela de Camille (Ennenga retrata Lena en flashbacks).[4]
- Mark Pellegrino como Jack Winship: el padre de Camille y Lena, y el marido distanciado de Claire; posee la taberna local, Dog Star.[8]
- Jeremy Sisto como Peter Lattimore (nacido Andrew Barlett): un psicólogo que ayuda a superar al pueblo el trágico accidente sufrido hace cuatro años en un autobús escolar.[9]
- Mat Vairo como Simon Moran: el anterior prometido de Rowan y padre de su hija (ha regresado después de seis años).[7]
- Tandi Wright como Claire Winship: la madre de Camille y Lena, la mujer distanciada de Jack; ahora está saliendo con Peter.[10]

### Recurrentes
- Aaron Douglas como Tony Darrow: administrador de la taberna de Jack, la Dog Star, y el hermano mayor de Adam.
- Terry Chen como el Sheriff Suplente Mark Bao.
- Dakota Guppy como Chloe Blackshaw.
- Keenan Tracey como Ben Lowry.
- Carl Lumbly como el Reverendo Leon Wright.[11]
- Leah Gibson como Lucy McCabe: un camarera en el Dog Star que convenció a Jack de que podía oír la voz de la difunta Camille.[12]
- Chelah Horsdal como Kris.
- Michelle Forbes como Helen Goddard: una creyente de que la ciudad está maldita.[13]
- Rhys Ward como Adam Darrow: el hermano más joven de Tony y un cazador experto.[12]
- Alexander Calvert como el Cazador.
- Giacomo Baessato como el suplente Shane Slater.
- Renn Hawkey como Paul Koretsky.

## Recepción crítica
The Returned ha recibido mayoritariamente respuestas positivas de los críticos. Rotten Tomatoes le da un 66% de índice de aprobación, con una media de 8.6/10, basado en las revisiones de 29 críticos.